# Ёль (Ижемский район)
Ёль (коми Ёль) — деревня в Ижемском районе Республики Коми России. Входит в состав сельского поселения Сизябск.

## Этимология
Слово ёль на языке коми означает «лесная речка».

## История
Основана в период между 1850 и 1859 годами. По данным на 1859 год в деревне числились 10 дворов и 32 жителя (15 мужчин и 17 женщин); в 1905 году — 20 дворов и 145 человек (76 мужчин и 69 женщин).
По состоянию на 1920 год, в деревне имелся 31 двор и проживал 141 человек (63 мужчины и 78 женщин). В административном отношении входила в состав Мохченской волости Ижмо-Печорского уезда.

## География
Деревня находится в северо-западной части Республики Коми, в пределах Печорской низменности, в левобережной части долины реки Ижмы, на правом берегу реки Ёль, на расстоянии примерно 4 километров (по прямой) к западу от села Ижмы, административного центра района.
Климат
Климат характеризуется как умеренно континентальный, с продолжительной морозной многоснежной зимой и коротким прохладным летом. Средняя температура воздуха самого тёплого месяца (июля) составляет 14,6 °C; самого холодного (января) — −17,4 °C. Среднегодовое количество атмосферных осадков составляет 527 мм.
Часовой пояс
Ёль, как и вся Республика Коми, находится в часовой зоне МСК (московское время). Смещение применяемого времени относительно UTC составляет +3:00.

## Население
| 2010 |
| ---- |
| 50   |

Гендерный состав
По данным Всероссийской переписи населения 2010 года в гендерной структуре населения мужчины составляли 54 %, женщины — соответственно 46 %.
Национальный состав
Согласно результатам переписи 2002 года, в национальной структуре населения коми-ижемцы составляли 55 % из 71 чел., коми — 45 %.